# 戦後最大の賭場
『戦後最大の賭場』（せんごさいだいのとば）は、1969年4月19日に公開された日本映画。東映配給。カラー、シネマスコープ、107分。
任侠団体の全国糾合計画と、主導権争いによる計画の崩壊が描かれる。この基本プロットは児玉誉士夫が結成しようとしていた「東亜同友会」がモデルであるとされる。
封切り時の同時上映作品は「夜の歌謡シリーズ」第5作の『夜の歌謡シリーズ 長崎ブルース』（監督：鷹森立一、主演：松方弘樹）。

## あらすじ
1962年（昭和37年）。全国の任侠団体は、親睦と団結をはかるべく「大日本同志会」を結成しようとしたが、「関西地区理事」に任じられた、神戸を拠点とする大団体である流山一家の会長・高山が急死する。高山の葬儀には全国のヤクザや政治家らが集まり、その日の夜、高山追善のために有馬温泉の旅館で開かれた賭場は参加人数や動いた金銭の額から「戦後最大の賭場」と称された。葬儀の喪主で、賭場の胴元にもなった流山一家若頭・本庄が二代目会長を襲名する。
後任理事人事をめぐり、関西地区の団体間は本庄を擁立する勢力と、大阪を拠点とする丸和会会長・岩佐を擁立する勢力に分裂する。ある日、客引きをめぐるトラブルから、流山一家の組員と丸和会傘下の吉岡組の組員が乱闘騒ぎを起こし、収まらない吉岡組が本庄の暗殺を図る。その際、流山一家組員で五木の弟・常男が本庄をかばって重傷を負う。本庄と兄弟分であり、丸和会の傘下でもある五木組組長・五木は自身の指を懸けて仲介をはかるが、全国支配の野望を持つ丸和会会長・岩佐のかたくなな態度のために事態が膠着する。本庄はヤクザから足を洗おうとする常男の身を守るために彼を破門する。
関西地区の会議で、長老の老松会会長・篠塚が、話し合いでなく選挙によって理事を選出するよう提案するが、岩佐は一計を案じ、抗争の激化を憂いたふりをして五木と会い、本庄に立候補の辞退をすすめるよう命じる。それは岩佐が後任理事になることを意味していたが、五木は組織の論理に抗えなかった。本庄もまた五木の顔を立て、説得に応じる。この話を立ち聞きした常男は、単身で岩佐を斬ろうとするが、返り討ちに遭う。常男の死を知った本庄は翻意して理事選挙に出馬し、僅差で新理事に選出される。
大日本同志会理事長の菊地と初めて会った本庄は、会の本当の目的が保守政治への関与だと知り、疑問を抱く。また、国土開発利権を菊地へ一極集中させる計画も明るみになり、本庄は公然と会の方針に反対する。一方、理事選挙で敗れた岩佐が権力の維持を図り、ひそかに菊地に賄賂を渡して、本庄を蹴落とす方針を飲ませる。菊地は全国理事による準備会の場で本庄を解任し、その場に呼んでいた岩佐を後任理事に任命する。メンツをつぶされた本庄は怒り、その場で菊地や岩佐に斬りかかるが、射殺される。
大日本同志会発会式の夜。五木は箱根温泉の旅館で行われた2回目の「戦後最大の賭場」に乗り込んで岩佐・菊地らを討ち果たし、自らも銃弾に倒れた。（最後に「この事件を契機に翌年、警視庁による頂上作戦の火蓋が切られた」という旨の字幕が表示される。）

## 出演
- 本庄周三（二代目流山一家会長）：高倉健
- 五木早苗（五木の妻・菊地の妹）：小山明子
- 今村由起（本庄の恋人）：八代万智子
- 石田美奈子（常男の恋人）：藤田佳子

- 五木常男（五木の異母弟・流山一家組員）：山本麟一
- 大野木辰雄（大日本同志会顧問）：清水元
- 白鳥朝夫（五木の側近）：人見きよし
- 島野久七（広島会津会会長・岩佐の側近）：沼田曜一
- 吉岡勝（丸和会吉岡組組長・岩佐の側近）：名和宏
- サラリーマン（阪神競馬場の客）：上方柳次、上方柳太
- 春日井徳行（関東侠友会会長・菊地の側近）：沢彰謙
- 結城信之（老松会幹部・篠塚の側近）：中村錦司
- 清川源吉（本庄の側近）：小田部通麿
- 川村徹（関西地区の某組組長）：楠本健二
- 坂部精一（流山一家組員）：国一太郎
- 増島伸正（菊東会組員）：林彰太郎
- 山根雄三（五木組組員）：横山アウト
- 流山一家組員（本庄の側近）：堀田真三
- 稲葉英三郎（大日本同志会理事・北海道北斗会会長）：市川男女之助
- 田代巳代吉（奈良市川会会長）：天王寺虎之助
- 篠塚仁助（神戸老松会会長）：志摩靖彦
- 秋山警部：唐沢民賢
- 小松義光（大日本同志会理事・秋田新生会会長）：遠山金次郎
- 藤井清太郎（大阪南部会会長・岩佐の側近）：熊谷武
- 松谷宗太郎（岡山大増会会長）：浪花五郎
- 桜木秀之助（大日本同志会理事・高知極星会会長）：市川祐二
- 石黒重勝（大日本同志会理事・福岡石黒会会長）：矢奈木邦二郎
- 宮内梅吉（京都宮内会会長）：関根永二郎
- 青木義雄（五木組組員）：野口泉
- 小川三郎（五木組組員）：高並功
- ター坊（美奈子の息子）：香川秀人
- 大町龍平（大日本同志会理事・愛知国新会会長）：島田秀雄
- 壺振り：有島淳平
- 兵岡太郎（南部会幹部）：疋田圀男
- 西田春男（関西地区の某組組長）：森島欣作
- 北川力松（老松会幹部・篠塚の側近）：宮城幸生
- 河合警部補：毛利清二
- 花井源太郎（大日本同志会理事・福井松桜会会長）：那須伸太朗
- 竹田剛（吉岡組組員）：五十嵐義弘
- 三宅真一（五木組組員）：平沢彰
- 丸和会組員：畑中伶一
- 岡本浩（流山一家組員）：江上正伍
- 梶信夫（丸和会組員）：笹木俊志
- 今井昇（五木組組員）：八尋洋
- 室田貞市（流山一家組員）：山下義明
- 飯沼敏春（五木組組員）：前川良三
- 杉山輝明（吉岡組組員）：川谷拓三
- 堀田達男（丸和会組員）：香月涼二
- ノンクレジット
  - 三田村毅（代議士）：堀正夫
  - 賭場の某組組員：小峰一男

- 菊地儀一（大日本同志会理事長・菊東会会長）：金子信雄
- 岩佐国利（丸和会会長）：安部徹
- 五木政治（丸和会五木組組長）：鶴田浩二

## スタッフ
- 監督：山下耕作
- 企画：俊藤浩滋、橋本慶一、佐藤雅夫
- 脚本：村尾昭
- 撮影：山岸長樹
- 照明：増田悦章
- 録音：渡部芳丈
- 美術：富田治郎
- 音楽：斎藤一郎
- 編集：宮本信太郎
- 助監督：牧口雄二
- 記録：石田照
- 擬斗：谷明憲
- ナレーター：柳川清
- スチール：藤本武（クレジットなし）
- 撮影協力：山陽電鉄株式会社 須磨ロープウェイ、箱根宮ノ下 富士屋ホテル・奈良屋旅館

## 映像ソフト
- 2012年12月7日に東映ビデオからDVDが発売された。